# Abáigar
Abáigar – gmina w Hiszpanii, w Nawarze, o powierzchni 4,86 km². W 2011 roku gmina liczyła 101 mieszkańców.